# Angelos Tzortzinis
Angelos Tzortzinis (griechisch Άγγελος Τζωρτζίνης, geboren 1984 in Egaleo bei Athen) ist ein griechischer
Dokumentarfotograf.

## Leben und Werk
Angelos Tzortzinis studierte an der Leica Academy of Creative Photography in Athen. Zu seinen ersten Auftraggebern zählten die Agence France-Presse und die New York Times. Seit 2007 arbeitet er freiberuflich. Er dokumentierte die Lage der Bevölkerung in Georgien und die Folgen des Erdbebens in Haiti 2010, den Arabischen Frühling in Kairo und den Bürgerkrieg in Libyen seit 2014. Ein besonderes Anliegen ist ihm die Dokumentation der Flüchtlinge im eigenen Land. Seine Fotos werden unter anderem in den US-amerikanischen Magazinen Time und Newsweek veröffentlicht.
Seine Arbeit wurde mehrfach ausgestellt und ausgezeichnet, beispielsweise von Sony, vom Magazin TIME, von Magnum Photos und mehreren Berufsverbänden. 2020 wurde eines seiner Bilder aus der Reportage über das brennende Flüchtlingslager Moria auf Lesbos von der UNICEF als Foto des Jahres ausgezeichnet.

## Auszeichnungen (Auswahl)
- 2009: Photos of the Year (POYi) 67 General News Award of excellence
- 2015: TIME The Best Wire Photographer
- 2016: Sony Award, Current Affairs
- 2016: Magnum Foundation Grant
- 2019: Visa pour l'image
- 2020: UNICEF-Foto des Jahres